# Palupõhja
Palupõhja es una localidad situada en el municipio de Elva, en el condado de Tartu, Estonia. Según el censo de 2021, tiene una población de 4 habitantes.
Está ubicada al oeste del condado, cerca de la costa oriental del lago Võrtsjärv y de la frontera con el condado de Valga. 